# ۷۳۶ (خورشیدی)
۷۳۶ هفتصد و سی و ششمین سال هجری خورشیدی است.